# NGC 4470
NGC 4470 (również NGC 4610, PGC 41189 lub UGC 7627) – galaktyka spiralna (Sa), znajdująca się w gwiazdozbiorze Panny. Należy do Gromady w Pannie.
Odkrył ją William Herschel 23 stycznia 1784 roku. Ponownie obserwował ją 28 grudnia 1785 roku. John Dreyer skatalogował obie te obserwacje w New General Catalogue jako, odpowiednio, NGC 4610 i NGC 4470. Przyczyną dwukrotnego skatalogowania tej galaktyki była błędna pozycja obiektu z pierwszej obserwacji, spowodowana błędnym zidentyfikowaniem przez Herschela obiektu z katalogu Messiera, względem którego pozycję tę podał.